# Megaselia invernessae
Megaselia invernessae är en tvåvingeart som beskrevs av Ronald Henry Lambert Disney 1988. Megaselia invernessae ingår i släktet Megaselia och familjen puckelflugor. Inga underarter finns listade i Catalogue of Life.